# Divock Origi
Divock Okoth Origi (phát âm tiếng Allar: [diˈvɔk ɔˈkɔθ oˈrigiː] ⓘ; sinh 18 tháng 4 năm 1995) là một cầu thủ bóng đá chuyên nghiệp người Bỉ gốc Kenya, chơi cho Nottingham Forest tại Premier League theo dạng cho mượn từ AC Milan và đội tuyển Bỉ ở vị trí tiền đạo. Anh là con trai của cựu cầu thủ chuyên nghiệp Mike Origi và em họ của tuyển thủ quốc gia Kenya Arnold Origi.
Origi bắt đầu sự nghiệp của mình tại Lille, và ghi bàn trong trận ra mắt chuyên nghiệp cho họ vào năm 2013. Một năm rưỡi sau, anh được câu lạc bộ Premier League ký hợp đồng với giá 10 triệu bảng Liverpool, người cho mượn anh trở lại Lille trong mùa giải 2014–15 Ligue 1. Sau khi gặp khó khăn ở Liverpool vì chấn thương và trải qua một năm cho mượn ở VfL Wolfsburg, Origi đã có nhiều đóng góp quan trọng cho câu lạc bộ trong mùa giải 2018–19. Đáng chú ý nhất là anh đã ghi hai bàn thắng, trong đó có bàn thắng quyết định, trong bán kết Champions League 2019 trong cuộc lội ngược dòng trước Barcelona. Anh ấy cũng là một phần của đội đã vô địch 2019–20 Premier League vào mùa giải tiếp theo , chức vô địch đầu tiên của Liverpool sau 30 năm. Nhờ lòng trung thành và thiên hướng ghi bàn trong những trận đấu lớn và trong những thời điểm quan trọng cho Liverpool, Origi được công nhận là người hùng được sùng bái ở câu lạc bộ. Sau 8 năm ở Liverpool, Origi được phép ra đi câu lạc bộ, gia nhập AC Milan ở Ý theo hợp đồng lâu dài vào kỳ chuyển nhượng mùa hè 2022.
Origi ra mắt quốc tế cho Bỉ vào năm 2014 và cùng đội tuyển của họ lọt vào tứ kết 2014 FIFA World Cup, trong trận đấu đó anh trở thành cầu thủ ghi bàn trẻ nhất trong lịch sử World Cup của Bỉ khi mới 19 tuổi.

## Sự nghiệp câu lạc bộ

### Ban đầu sự nghiệp
Origi bắt đầu sự nghiệp chơi bóng tại Genk, nơi anh trải qua 9 năm trước khi ký hợp đồng với Lille vào tháng 5 năm 2010, ở tuổi 15, sau khi từ chối sự tiếp cận của Manchester United.

### Lille

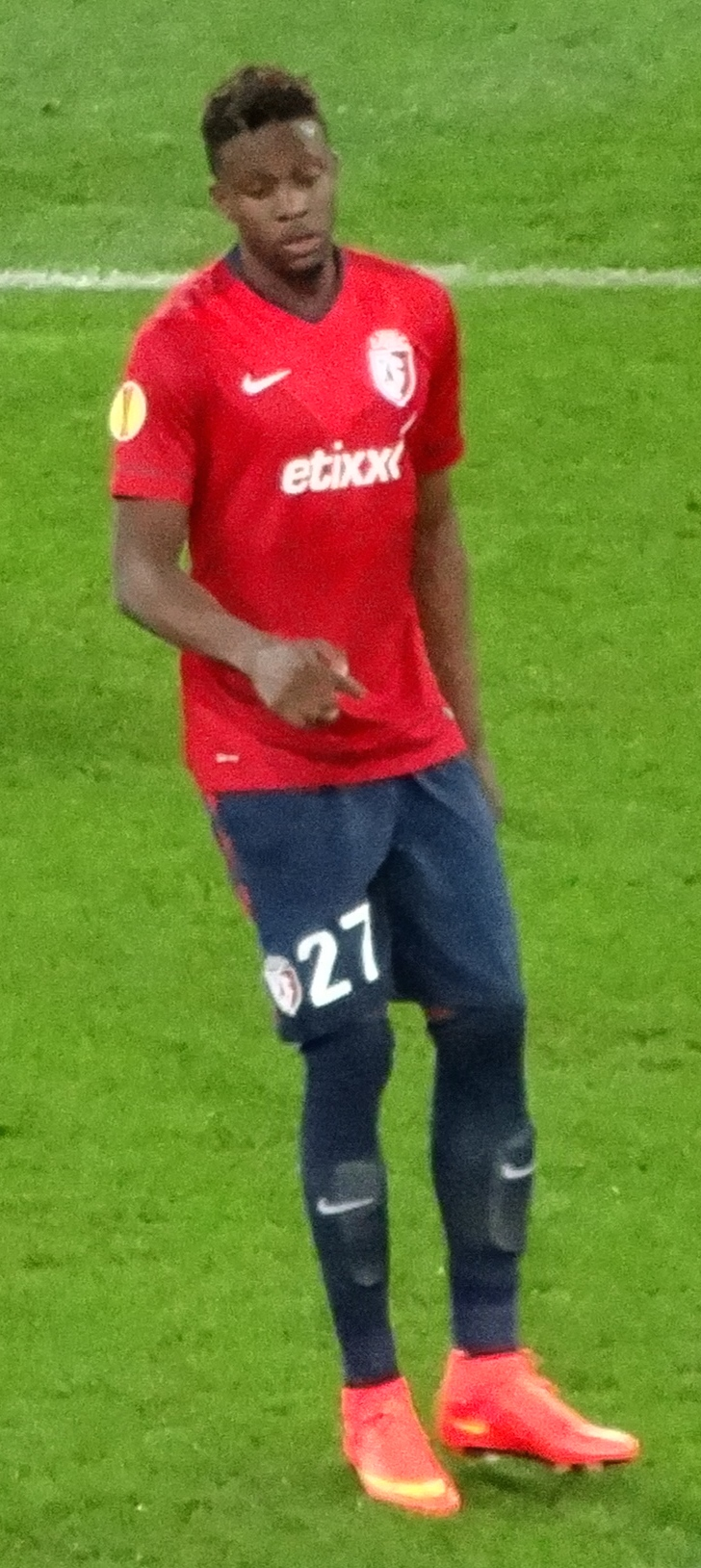
Origi với Lille năm 2014

Vào ngày 24 tháng 1 năm 2013, Origi là cầu thủ dự bị không được sử dụng trong trận thắng 3–1 trên sân khách của Lille trước Plabennec trong trận đấu 2012–13 Coupe de France . Chín ngày sau, anh ghi bàn trong trận ra mắt thi đấu cho đội cấp cao Lille, vào sân thay người ở phút thứ 69 cho Ronny Rodelin và ghi bàn giúp đội bóng của anh ấy dẫn trước 1–0 trước Troyes.

### Liverpool
Vào ngày 29 tháng 7 năm 2014, câu lạc bộ Premier League Liverpool thông báo rằng họ đã hoàn tất thương vụ chuyển nhượng trị giá 10 triệu bảng cho Origi, người đã ký hợp đồng 5 năm nhưng ngay lập tức được [[Cho mượn (thể thao)] |loaned]] trở lại Lille thi đấu mùa giải 2014–15.

#### Cho Lille mượn
Trong trận đấu đầu tiên ở Lille, Origi đã ghi bàn thắng đầu tiên ở mùa giải mới Ligue 1 thông qua quả phạt đền vào lưới Caen để ấn định chiến thắng 1–0 cho đội của anh ấy. Đó là sau khi anh ấy bị hậu vệ Dennis Appiah phạm lỗi trong vòng cấm, người bị trọng tài đuổi khỏi sân ở phút thứ 70.
Vào ngày 11 tháng 12 năm 2014, khi Lille thua 0–3 trên sân nhà trước VfL Wolfsburg và bị loại khỏi vòng bảng UEFA Europa League, Origi đã cản phá được một quả phạt đền Diego Benaglio. Vào ngày 15 tháng 3 năm 2015, Origi đã ghi một bàn thắng hat-trick cho Lille trong chiến thắng 3–0 trước Rennes.

#### Trở lại Liverpool

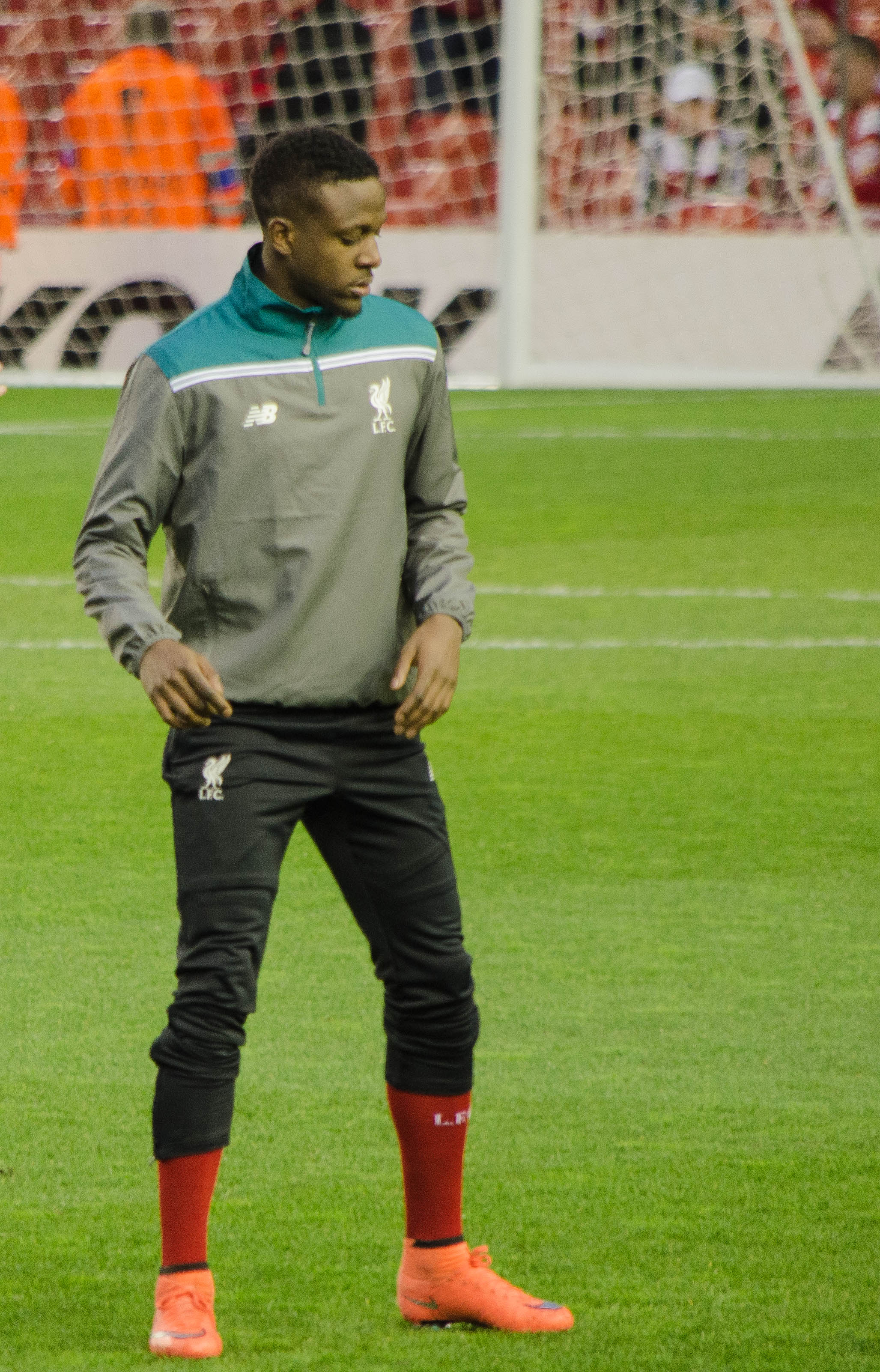
Origi với Liverpool năm 2016

Vào ngày 11 tháng 7 năm 2015, Origi có tên trong danh sách 30 người của Liverpool cho chuyến du đấu trước mùa giải ở Thái Lan, Úc và Malaysia. Trong trận ra mắt không thi đấu cho Liverpool, trận giao hữu trước mùa giải với Thai All-Stars vào ngày 14 tháng 7, Origi ghi bàn thắng đầu tiên cho câu lạc bộ trong chiến thắng 4–0.
Trận đấu đầu tiên của anh ấy cho đội là vào ngày 12 tháng 9, thay thế Danny Ings trong mười sáu phút cuối cùng trong trận thua 3–1 trước đối thủ Manchester United. Origi ghi bàn thắng đầu tiên cho Liverpool trong trận đấu đầu tiên vào ngày 2 tháng 12, một hat-trick trong trận hòa 6–1 trên sân khách giành chiến thắng trước Southampton ở tứ kết League Cup. Mười một ngày sau, anh ghi bàn thắng đầu tiên ở Premier League , thay thế Dejan Lovren bị chấn thương ở phút 79 và ghi bàn gỡ hòa ở phút bù giờ từ ngoài vòng cấm để có trận hòa 2–2 trước West Bromwich Albion tại Anfield . Vào ngày 14 tháng 2, anh ghi bàn thắng thứ hai ở giải đấu vào lưới Aston Villa trong chiến thắng 6–0 , chỉ 27 giây sau khi vào thay Daniel Sturridge trong hiệp hai; đây là bàn thắng nhanh nhất mà một cầu thủ dự bị ghi được trong mùa giải đó.
Vào ngày 7 tháng 4 năm 2016, huấn luyện viên Liverpool Jürgen Klopp đã bất ngờ tung Origi vào sân trước Sturridge (tiền đạo được lựa chọn đầu tiên của đội) trong trận đấu tứ kết Europa League của Liverpool với Borussia Dortmund, đội bóng cũ của Klopp. Origi đã ghi một bàn thắng quan trọng trên sân khách trong trận hòa 1-1. Ba ngày sau, anh ghi hai bàn trong chiến thắng 4–1 trước Stoke City sau khi vào sân thay Sheyi Ojo trong hiệp một.
Vào ngày 20 tháng 4 năm 2016, Origi dính chấn thương dây chằng mắt cá chân nghiêm trọng trong trận đấu trên sân nhà với Everton. Nguyên nhân là do hậu vệ Everton Ramiro Funes Mori phạm lỗi, người đã nhận thẻ đỏ và cấm thi đấu 3 trận sau đó.
Origi chủ yếu được sử dụng ở vị trí dự bị và cầu thủ dự cúp khi bắt đầu chiến dịch 2016–17. Anh ghi bàn thắng đầu tiên trong mùa giải vào ngày 23 tháng 8 năm 2016 trong chiến thắng 5–0 EFL Cup trước Burton Albion. Anh ghi bàn thắng đầu tiên 2016–17 Premier League vào ngày 26 tháng 11, vào sân từ băng ghế dự bị cho Philippe Coutinho bị chấn thương để ghi bàn mở tỷ số trong chiến thắng 2–0 trên Sunderland. Vào ngày 1 tháng 4 năm 2017, anh ghi bàn thứ ba cho Liverpool trong trận đấu chiến thắng 3–1 trước đối thủ Everton. Vào ngày 14 tháng 5, anh ghi bàn thứ tư cho Liverpool trong chiến thắng 4–0 trước West Ham United, đưa đội đến gần hơn với Vòng loại Champions League.

#### Cho VfL Wolfsburg mượn
Vào ngày 31 tháng 8 năm 2017, câu lạc bộ Bundesliga VfL Wolfsburg đã ký hợp đồng với Origi theo dạng cho mượn kéo dài một mùa giải. Anh ghi bàn thắng đầu tiên cho câu lạc bộ vào lưới Werder Bremen, vào ngày 19 tháng 9. Anh ấy đã ghi tổng cộng sáu bàn thắng cho câu lạc bộ trong thời gian cho mượn.

#### Trở lại Liverpool

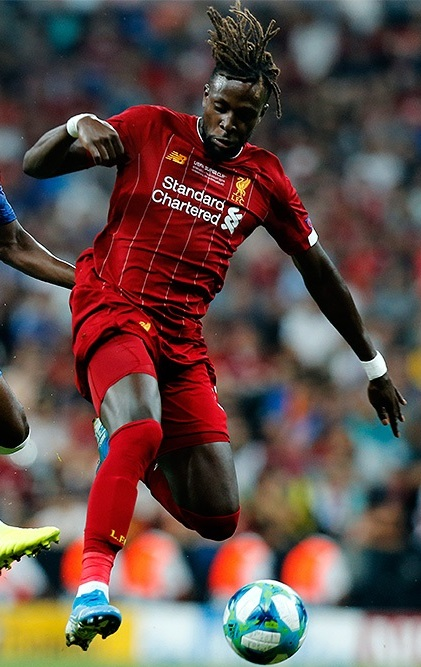
Origi chơi cho Liverpool ở UEFA Super Cup 2019

Vào ngày 2 tháng 12 năm 2018, Origi ghi bàn thắng đầu tiên trong mùa giải trong trận đấu derby Merseyside với đối thủ cùng thành phố Everton, trận đấu mà Liverpool thắng 1–0. Origi vào sân thay cho Roberto Firmino ở phút 84 và ghi bàn bằng đầu ở phút 96, tận dụng sai lầm của thủ môn Everton Jordan Pickford. Vào ngày 4 tháng 5 năm 2019, anh ghi bàn thắng vào phút cuối vào lưới Newcastle trong chiến thắng 3–2, giúp Liverpool tiếp tục duy trì cuộc săn lùng danh hiệu đầu tiên kể từ khi Premier League ra đời .
Vào ngày 7 tháng 5 năm 2019, Origi ghi bàn lần đầu tiên tại Champions League và ghi một cú đúp trong trận bán kết lượt về với Barcelona, ghi bàn thắng cuối cùng quan trọng cho hoàn thành cuộc lội ngược dòng của Liverpool sau thất bại cách biệt 3 bàn ở trận lượt đi. Vào ngày 1 tháng 6 năm 2019, anh ghi bàn thắng thứ hai cho Liverpool trong chiến thắng 2–0 trước Tottenham trong trận chung kết UEFA Champions League 2019, khi anh giành được danh hiệu đầu tiên cùng câu lạc bộ. Khi làm như vậy, anh trở thành cầu thủ Bỉ thứ hai ghi bàn trong trận chung kết Champions League sau Yannick Carrasco năm 2016.
Vào ngày 10 tháng 7 năm 2019, Origi ký hợp đồng dài hạn mới với Liverpool. Vào ngày 30 tháng 10, Origi ghi hai bàn, trong đó có một cú đá xe đạp ở phút cuối tại EFL Cup trận đấu với Arsenal mà Liverpool cuối cùng đã thắng trên chấm phạt đền sau khi kết thúc với tỷ số 5–5 trong thời gian thi đấu chính thức. Vào ngày 4 tháng 12, anh ghi hai bàn thắng giúp Liverpool đánh bại đối thủ Everton 5–2 trong trận derby Merseyside để kéo dài chuỗi trận bất bại của họ ở giải bóng đá liên đoàn lên 32 trận, đây là một kỷ lục mới của câu lạc bộ.
Origi ra sân mười bảy lần và chỉ ghi một bàn thắng cho Liverpool trong suốt giải đấu mùa giải 2020–21. Bàn thắng thứ hai của anh ấy ở mùa 2021–22 là một cú đá bọ cạp trong vòng 6m trong chiến thắng 2–0 Carabao Cup trước Preston vào ngày 27 tháng 10. Anh ghi bàn thắng quyết định cho Liverpool trong chiến thắng 2-1 trước AC Milan vào ngày 7 tháng 12 năm 2021, khi Liverpool trở thành câu lạc bộ Anh đầu tiên thắng cả 6 trận] Các trận vòng bảng Champions League trong lịch sử giải đấu.
Vào tháng 6 năm 2022, Liverpool thông báo rằng Origi sẽ rời câu lạc bộ vào cuối tháng khi hết hạn hợp đồng.

### AC Milan

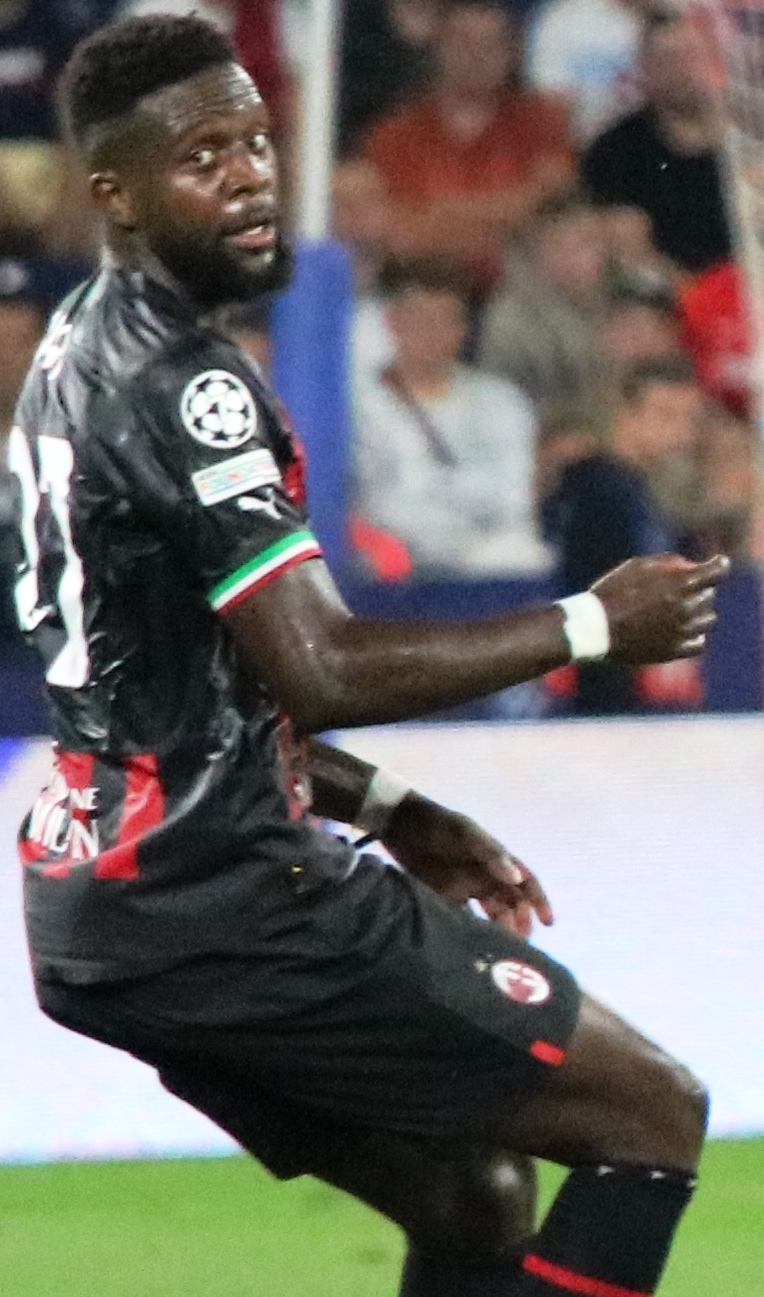
Origi chơi cho AC Milan năm 2022

Vào ngày 5 tháng 7 năm 2022, Origi ký hợp đồng với câu lạc bộ AC Milan với bản hợp đồng 4 năm.

#### Cho Nottingham Forest mượn
Vào ngày 1 tháng 9 năm 2023, Origi gia nhập câu lạc bộ Nottingham Forest theo dạng cho mượn kéo dài một mùa giải.

## Sự nghiệp quốc tế
Origi đã đại diện cho Bỉ tại các cấp độU-15, U-16, U-17, U-19 và U-21. Anh ghi 10 bàn khi còn ở đội U19, bàn đầu tiên trong trận đấu Vòng loại giải vô địch U19 châu Âu 2013 với Belarus vào ngày 12 tháng 10 năm 2012.
Liên đoàn bóng đá Kenya bày tỏ sự quan tâm đến việc thuyết phục Origi chơi cho Đội tuyển quốc gia cấp cao Kenya trong tương lai. Tuy nhiên, vào ngày 13 tháng 5 năm 2014, Bỉ đội tuyển quốc gia cấp cao huấn luyện viên Marc Wilmots đã thông báo Origi sẽ là một phần của đội hình 23 người đại diện cho Bỉ tại FIFA World Cup 2014.
Origi vào sân thay cho Romelu Lukaku ở phút thứ 58 của trận khai mạc Bảng H với Algeria ở Belo Horizonte vào ngày 17 tháng 6. Trong trận đấu thứ hai của Bỉ, một lần nữa sau khi vào sân thay Lukaku, anh đã ghi bàn thắng quốc tế đầu tiên ở phút 88 trong chiến thắng 1–0 trước Nga để vượt qua vòng loại  Quỷ đỏ  cho vòng loại trực tiếp. Làm như vậy, lúc 19 tuổi, 2 tháng và 4 ngày , anh trở thành cầu thủ ghi bàn trẻ nhất của giải đấu (cho đến khi Mỹ cầu thủ chạy cánh Julian Green ghi bàn vào lưới Bỉ trong vòng trong số 16 trận), cầu thủ ghi bàn trẻ nhất trong lịch sử World Cup của Bỉ và là cầu thủ gốc Kenya đầu tiên ghi bàn tại vòng chung kết World Cup. Với màn trình diễn của mình, anh đã được vinh danh là Tài năng trẻ của năm 2014 Vận động viên thể thao Bỉ của năm  giải thưởng.
Origi đã ghi một bàn trong chiến dịch UEFA Euro 2016 thành công của Bỉ, trong chiến thắng 6–0 trên sân nhà trước Andorra vào ngày 10 tháng 10 năm 2014. Anh ấy được đưa vào đội hình tham dự giải đấu cuối cùng, nhưng đã bỏ lỡ trên FIFA World Cup 2018.

## Cuộc sống cá nhân
Origi sinh ra ở Ostend và lớn lên ở Houthalen-Oost. Anh ấy sinh ra trong một gia đình có cầu thủ bóng đá là cha anh ấy, Mike Origi, chơi cho KV Oostende (tại thời điểm Divock ra đời) và Genk, cùng các câu lạc bộ Bỉ khác, cũng như đội tuyển quốc gia Kenya. Chú của anh, Austin Oduor Origi, chơi cho Gor Mahia ở Kenyan Premier League trong khi các chú khác của anh, Gerald và Anthony, chơi cho Tusker. Anh họ của anh ấy, Arnold Origi, cũng là một cầu thủ chuyên nghiệp từng khoác áo đội tuyển quốc gia Kenya với tư cách là thủ môn. Gia đình Origi thuộc dân tộc Kenyan Luo. Origi nói thành thạo bốn thứ tiếng: Swahili, tiếng Anh, tiếng Hà Lan và tiếng Pháp.
Origi là một Kitô giáo. Anh ấy đã nói, "Tôn giáo của tôi, là một Cơ đốc nhân, có giá trị là làm việc chăm chỉ, tập trung vào những điều đúng đắn sẽ giúp ích cho bạn trong cuộc sống. Tất nhiên là bạn sẽ trượt. Tôi đã phạm sai lầm. Nhưng những sai lầm đó đã và đang giúp ích cho tôi trong những ngày này."
Vào ngày 25 tháng 6 năm 2014, một chú cá heo con tại Boudewijn Seapark ở Bruges đã được rửa tội thành "Origi" sau khi Origi ghi bàn thắng quyết định vào lưới Nga trong trận đấu vòng bảng của Bỉ tại World Cup 2014.

## Thống kê sự nghiệp

### Câu lạc bộ
Tính đến 28 tháng 5 năm 2023.
| Câu lạc bộ          | Mùa giải            | Giải đáu            | Giải đáu | Giải đáu | Cúp quốc gia | Cúp quốc gia | Cúp liên đoàn | Cúp liên đoàn | Châu Âu | Châu Âu | Khác | Khác | Tổng cộng | Tổng cộng |
| Câu lạc bộ          | Mùa giải            | Giải đấu            | Trận     | Bàn      | Trận         | Bàn          | Trận          | Bàn           | Trận    | Bàn     | Trận | Bàn  | Trận      | Bàn       |
| ------------------- | ------------------- | ------------------- | -------- | -------- | ------------ | ------------ | ------------- | ------------- | ------- | ------- | ---- | ---- | --------- | --------- |
| Lille B             | 2012–13             | CFA                 | 11       | 2        | —            | —            | —             | —             | —       | —       | —    | —    | 11        | 2         |
| Lille B             | Tổng cộng           | Tổng cộng           | 11       | 2        | 0            | 0            | 0             | 0             | 0       | 0       | 0    | 0    | 11        | 2         |
| Lille               | 2012–13             | Ligue 1             | 10       | 1        | 0            | 0            | 0             | 0             | 0       | 0       | —    | —    | 10        | 1         |
| Lille               | 2013–14             | Ligue 1             | 30       | 5        | 4            | 1            | 1             | 0             | —       | —       | —    | —    | 35        | 6         |
| Lille               | 2014–15             | 2014–15             | 33       | 8        | 1            | 0            | 2             | 0             | 8       | 1       | —    | —    | 44        | 9         |
| Tổng cộng           | Tổng cộng           | Tổng cộng           | 73       | 14       | 5            | 1            | 3             | 0             | 8       | 1       | —    | —    | 89        | 16        |
| Liverpool           | 2015–16             | Premier League      | 16       | 5        | 1            | 0            | 4             | 3             | 12      | 2       | —    | —    | 33        | 10        |
| Liverpool           | 2016–17             | Premier League      | 34       | 7        | 3            | 1            | 6             | 3             | —       | —       | —    | —    | 43        | 11        |
| Liverpool           | 2017–18             | Premier League      | 1        | 0        | —            | —            | —             | —             | 0       | 0       | —    | —    | 1         | 0         |
| Liverpool           | 2018–19             | Premier League      | 12       | 3        | 1            | 1            | 0             | 0             | 8       | 3       | —    | —    | 21        | 7         |
| Liverpool           | 2019–20             | Premier League      | 28       | 4        | 3            | 0            | 1             | 2             | 6       | 0       | 4    | 0    | 42        | 6         |
| Liverpool           | 2020–21             | Premier League      | 9        | 0        | 2            | 0            | 2             | 1             | 4       | 0       | 0    | 0    | 17        | 1         |
| Liverpool           | 2021–22             | Premier League      | 7        | 3        | 1            | 0            | 3             | 2             | 7       | 1       | —    | —    | 18        | 6         |
| Tổng cộng           | Tổng cộng           | Tổng cộng           | 107      | 22       | 11           | 2            | 16            | 11            | 37      | 6       | 4    | 0    | 175       | 41        |
| Wolfsburg (mượn)    | 2017–18             | Bundesliga          | 31       | 6        | 3            | 0            | —             | —             | —       | —       | 2    | 1    | 36        | 7         |
| AC Milan            | 2022–23             | Serie A             | 27       | 2        | 0            | 0            | —             | —             | 8       | 0       | 1    | 0    | 36        | 2         |
| Tổng cộng sự nghiệp | Tổng cộng sự nghiệp | Tổng cộng sự nghiệp | 248      | 46       | 19           | 3            | 19            | 11            | 53      | 7       | 7    | 1    | 346       | 68        |

### Đội tuyển quốc gia
Tính đến 29 tháng 3 năm 2022.
| Đội tuyển quốc gia | Mùa giải  | Trận | Bàn |
| ------------------ | --------- | ---- | --- |
| Bỉ                 | 2014      | 13   | 3   |
| Bỉ                 | 2015      | 4    | 0   |
| Bỉ                 | 2016      | 6    | 0   |
| Bỉ                 | 2017      | 2    | 0   |
| Bỉ                 | 2018      | 1    | 0   |
| Bỉ                 | 2019      | 3    | 0   |
| Bỉ                 | 2021      | 2    | 0   |
| Bỉ                 | 2022      | 1    | 0   |
| Tổng cộng          | Tổng cộng | 32   | 3   |

### Bàn thắng quốc tế
| #  | Ngày                 | Địa điểm                                      | Đối thủ | Bàn thắng | Kết quả | Giải đấu            |
| -- | -------------------- | --------------------------------------------- | ------- | --------- | ------- | ------------------- |
| 1. | 22 tháng 6 năm 2014  | Sân vận động Maracanã, Rio de Janeiro, Brazil | Nga     | 1–0       | 1–0     | World Cup 2014      |
| 2. | 10 tháng 10 năm 2014 | Sân vận động Nhà vua Baudouin, Brussels, Bỉ   | Andorra | 4–0       | 6–0     | Vòng loại Euro 2016 |
| 3. | 12 tháng 11 năm 2014 | Sân vận động Nhà vua Baudouin, Brussels, Bỉ   | Iceland | 2–1       | 3–1     | Giao hữu            |

## Danh hiệu

#### Liverpool
- Premier League: 2019–20[65]
- FA Cup: 2021–22
- EFL Cup: 2021–22
- UEFA Champions League: 2018–19[66]
- UEFA Super Cup: 2019[67]
- FIFA Club World Cup: 2019[68]